# Ты
Ты — местоимение второго лица единственного числа, с которым обращаются к собеседнику.

## История
В допетровские времена в России к любому человеку обращались на «ты». Так, даже к царю обращались «Твоё величество». Особого уважительного местоимения (аналогичного современному «Вы») не существовало. В 1722 году Пётр I ввёл в России Табель о рангах, по которой ко всем вышестоящим (по рангу) надлежало обращаться на «вы».

## Множественное число
Местоимения «я», «ты» не имеют форм множественного числа. «Мы», «вы» обозначают не множество «я», «ты», а группу лиц, куда входит «я» или «ты».

## Врусской литературе
Пустое вы сердечным ты

Она, обмолвясь, заменила

И все счастливые мечты

В душе влюблённой возбудила.

Пред ней задумчиво стою,

Свести очей с неё нет силы;

И говорю ей: как вы милы!

И мыслю: как тебя люблю!

— «Ты и вы» (А. С. Пушкин), 23 мая 1828 г.

## Фразы из фильмов
«Игрушка»:

Франсуа Перрен — Эрику Рамбалю-Коше:
— Вы говорили со мной на ты! Вы общались со мной на ты! Есть свидетель!
Свидетель:
— Да, вы обратились к инспектору на ты!

«Фантомас»

Жюв допрашивает Фандора. Фандор ему говорит:
— Ну ты слушай, слушай…
— Я разве разрешал вам тыкать? Всё! В очередной раз меня унизил! Допрашивать тогда будем завтра, а сегодня посадите его в камеру.

## Иноязычные аналоги
- Английский язык:

В современном английском языке в качестве местоимения второго лица единственного числа используется местоимение множественного числа (англ. you). Раньше существовало местоимение единственного числа Thou, его можно найти и сейчас, например, в Библии.
- Иврит:

В иврите есть разделение местоимений второго лица в единственном числе по родам. В мужском роде местоимение «ты» будет ивр. אתה‎ (произносится «ата́»), в женском — ивр. את‎ (произносится «а́т»).
- Испанский язык:

tú
- Итальянский язык, Латышский язык:

tu
- Китайский язык:

你 [nǐ]
- Корейский язык (хангыль):

너,니 [no], [ni]
- Немецкий язык:, Шведский язык:

du
- Нидерландский язык:

je/jij (умеренно формальное, нейтральное; если на это слово делается логическое ударение, используется jij, иначе je)
ge/gij (для более близких людей, друзей, родственников)
- Славянские языки:

ти/ty/ti/ты
- Французский язык:

tu, toi
- Японский язык:

君 [кими] (имеет форму множественного числа 君達 [кимитати])
- Эсперанто:

vi, в редких случаях ci (обычно означает пренебрежительный оттенок)
- Таджикский язык:

ту, используется широко во всех персоязычных странах (иранский, афганский, алфавит арабский соответственно).